# Calliteara
Genre
Calliteara est un genre de lépidoptères (papillons) de la famille des Erebidae, de la sous-famille des Lymantriinae et de la tribu des Orgyiini.

## Comportement
Les chenilles de certaines espèces de ce genre (comme celles de Calliteara cerigoides en Asie) peuvent pulluler et être défoliatrices, notamment dans les contextes de monospécificité (une même essence d'arbre uniquement ou fortement dominante dans une parcelle ou un massif).

## Systématique
Le genre Calliteara a été décrit par l'entomologiste anglais Arthur Gardiner Butler en 1881.
Son espèce type est Calliteara argentata (Butler, 1881).

### Synonymie
- Dasychira Hübner, [1806] [3]
- Axiologa Turner, 1904[4]
- Elkneria Börner, 1932[5]
- Macaronesia Bacallado & Gómez Bustillo & Vives, 1981[6]

## Liste des espèces
- Groupe pudibunda
  - Calliteara argentata (Butler, 1881)
  - Calliteara cerigoides  (Walker, 1862)
  - Calliteara grotei  (Moore, 1859)
  - Calliteara horsfieldii  (Saunders, 1851)
  - Calliteara pudibunda  (Linnaeus, 1758)
  - Calliteara zelotica (Collenette, 1932)
- Groupe strigata
  - Calliteara strigata (Moore, 1879)
- Groupe  varia
  - Calliteara diplozona (Collenette, 1932)
  - Calliteara lairdae (Holloway, 1976)
  - Calliteara pseudolairdae Holloway, 1999
  - Calliteara varia (Walker, 1855)
- Groupe  angulata
  - Calliteara angulata (Hampson, 1895)
  - Calliteara aphrasta (Collenette, 1938)
  - Calliteara argyroides (Collenette, 1932)
- Groupe  minor
  - Calliteara box Holloway, 1991
  - Calliteara cox Schintlmeister, 1994
  - Calliteara minor (Bethune-Baker, 1904)
- Groupe fidjiensis
  - Calliteara fidjiensis (Mabille & Vuillot, 1890)
  - Calliteara nandarivatus (Robinson, 1968)

- Groupe indéterminé

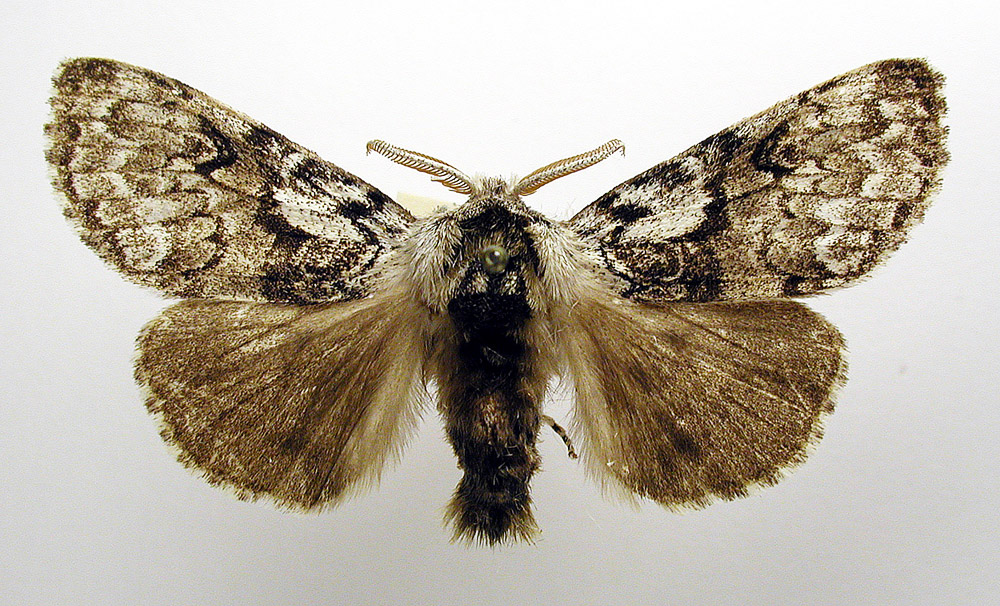
Calliteara abietis.

  - Calliteara abietis  (Denis & Schiffermüller, 1775)
  - Calliteara angiana  (Joicey & Talbot, 1916)
  - Calliteara apoblepta  (Collenette, 1955)
  - Calliteara arizana (Wileman, 1911)
  - Calliteara baibarana (Matsumura, 1927)
  - Calliteara brunnea  (Bethune-Baker, 1904)
  - Calliteara contexta Kishida, 1998
  - Calliteara enneaphora  (Collenette, 1955)
  - Calliteara farenoides  (Lucas, 1892)
  - Calliteara flavobrunnea  (Robinson, 1969)
  - Calliteara fortunata  (Rogenhofer, 1891)
  - Calliteara hesychima  (Collenette, 1955)
  - Calliteara kaszabi  (Daniel, 1969)
  - Calliteara katanga  (Collenette, 1938)
  - Calliteara kenricki  (Bethune-Baker, 1904)
  - Calliteara kikuchii (Matsumura, 1927)
  - Calliteara lunulata (Butler, 1887)
  - Calliteara multilineata (Swinhoe, 1917)
  - Calliteara polioleuca  (Collenette, 1955)
  - Calliteara postfusca (Swinhoe, 1895)
  - Calliteara pura  (Lucas, 1892)
  - Calliteara saitonis (Matsumura, 1927)
  - Calliteara subnigra  (Bethune-Baker, 1904)
  - Calliteara subnigropunctata  (Bethune-Baker, 1904)
  - Calliteara taiwana (Wileman, 1910)
  - Calliteara wandammena  (Bethune-Baker, 1916)

### Espèces présentes en Europe
- Calliteara abietis (Denis & Schiffermüller, 1775)
- Calliteara fascelina (Linnaeus, 1758)
- Calliteara fortunata (Rogenhofer, 1891)
- Calliteara pudibunda (Linnaeus, 1758) - la Pudibonde, la Patte étendue